# Снежные горы
Снежные горы (Сноуи-Маунтинс, англ. Snowy Mountains) — горы в Австралии, расположенные на территории штата Новый Южный Уэльс. Выделяются в отдельный регион.

## География
Снежные горы являются высочайшей горной цепью Австралии, высшей точкой которой, как и всей Австралии, является гора Косцюшко (2228 м). Кроме того, в них расположены пять высочайших пиков континентальной части Австралии, высота которых превышает 2100 м. Географически Снежные горы являются частью Австралийских Альп, которые, в свою очередь, входят в состав Большого Водораздельного хребта. В цепи расположены пять континентальных австралийских ледниковых озёр (Блу-Лейк, Албина, Кутапатамба, Клаб и Хедли). В зимние месяцы (июнь—начало августа) горы покрыты снегом и пригодны для катания на лыжах.

## История
Горы были впервые исследованы европейцами в 1835 году и впоследствии заселены европейскими пастухами и земледельцами. В 1840 году Эдмунд Стшелецкий взошёл на высочайшую вершину снежных гор, которую назвал в честь польского национального героя Тадеуша Костюшко. В конце 1860-х годов Снежные горы были наводнены золотоискателями, центром которых стал горный посёлок Киандра. В 1949 году на реке Сноуи-Ривер началось сооружение каскада гидроэлектростанций, законченное в 2000-х  годах. В 1997 году Национальный парк Косцюшко был объявлен ЮНЕСКО всемирным биосферным заповедником.

## Население
В Снежных горах расположен самый высокогорный населенный пункт Австралии Кабрамарра, в котором проживает около 60 человек.